# Criptoloja
Criptoloja é uma corretora (exchange) portuguesa que fornece serviços de compra e venda de criptomoedas tanto em loja física, como por meio de uma plataforma online, permitindo a troca de ativos virtuais e moeda fiduciária, incluindo depósitos bancários.
Sediada em Lisboa, é a primeira empresa do género a obter uma licença do Banco de Portugal.

## História
A empresa foi constituída em 2019, por iniciativa de dois executivos portugueses com experiencia no setor financeiro, Pedro Borges e Luis Gomes, tendo como objectivo de operar uma loja física de criptomoedas. Em 2020 o Banco de Portugal publicou uma regulação que obrigava as empresas do setor a solicitar uma licença, tendo a Criptoloja recebido em Junho de 2021 uma das duas primeiras licenças atribuídas em Portugal. Em Outubro desse mesmo ano a Criptoloja lançava a sua plataforma online iniciando a operação comercial.
Procurando promover a literacia financeira, a Criptoloja oferece ainda cursos semanais gratuitos sobre sobre o tema das criptomoedas.

## Aquisição
A empresa brasileira 2TM controladora da corretora de criptomoedas Mercado Bitcoin adquiriu em Janeiro de 2022, a empresa Portuguesa, uma operação autorizada pelo banco de Portugal em Abril do mesmo ano.